# مارچوو (استان بلاگووگراد)
مارچوو (به بلغاری: Marchevo) یک منطقهٔ مسکونی در بلغارستان است که در شهرستان گارمن واقع شده‌است. مارچوو ۵٫۹۲ کیلومتر مربع مساحت و ۱۷۲ نفر جمعیت دارد و ۵۶۰ متر بالاتر از سطح دریا واقع شده‌است.